# Schaffen
Schaffen est une section de la ville belge de Diest située en Région flamande dans la province du Brabant flamand. C'était une commune à part entière avant la fusion des communes de 1977.

## Évolution démographique
- Sources : INS, Rem. : 1831 jusqu'en 1970 = recensements, 1976 = nombre d'habitants au 31 décembre.
- 1900: Scission en 1900 de Molenstede érigé en commune à part entière

## Histoire
Le 18 août 1914, l'armée impériale allemande exécute 23 civils et détruit 175 bâtiments lors des atrocités allemandes commises au début de l'invasion.Les unités mises en cause sont les 49e RI-Régiment d'Infanterie- et le 149e RI.